# Hultehouse
Hultehouse (deutsch Hültenhausen) ist eine französische Gemeinde mit 362 Einwohnern (Stand 1. Januar 2022) im Département Moselle in der Region Grand Est (bis 2015 Lothringen). Sie gehört zum Arrondissement Sarrebourg-Château-Salins und zum Kanton Phalsbourg.

## Geografie
Die Gemeinde Hultehouse liegt in den Vogesen, an der Grenze zum Département Bas-Rhin, etwa sechs Kilometer südlich von Phalsbourg auf einer Höhe zwischen 205 und 463 m über dem Meeresspiegel. Das Gemeindegebiet umfasst 4,63 km².

## Geschichte
Der Ort wurde 1146 erstmals als Hildenhusen erwähnt und gehörte ab 1661 zu Frankreich, wurde durch den Frieden von Frankfurt 1871 deutsch und nach dem Ersten Weltkrieg wieder französisch. Auch in der Zeit des Zweiten Weltkriegs war die Region wieder unter deutscher Verwaltung.

### Bevölkerungsentwicklung
| Jahr      | 1962 | 1968 | 1975 | 1982 | 1990 | 1999 | 2007 | 2019 |
| Einwohner | 352  | 354  | 363  | 343  | 327  | 335  | 352  | 367  |

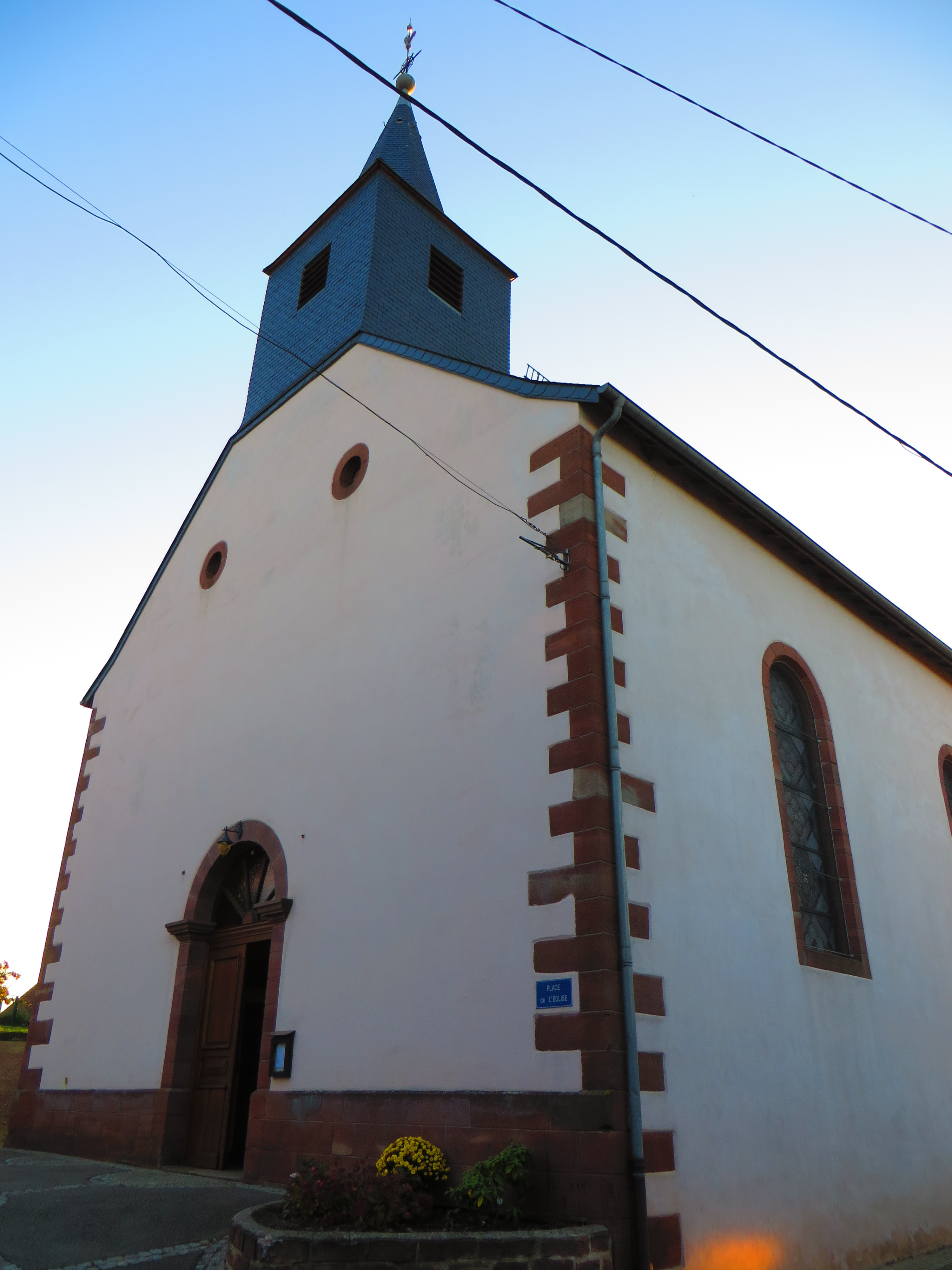
Kirche Sankt Wendelin
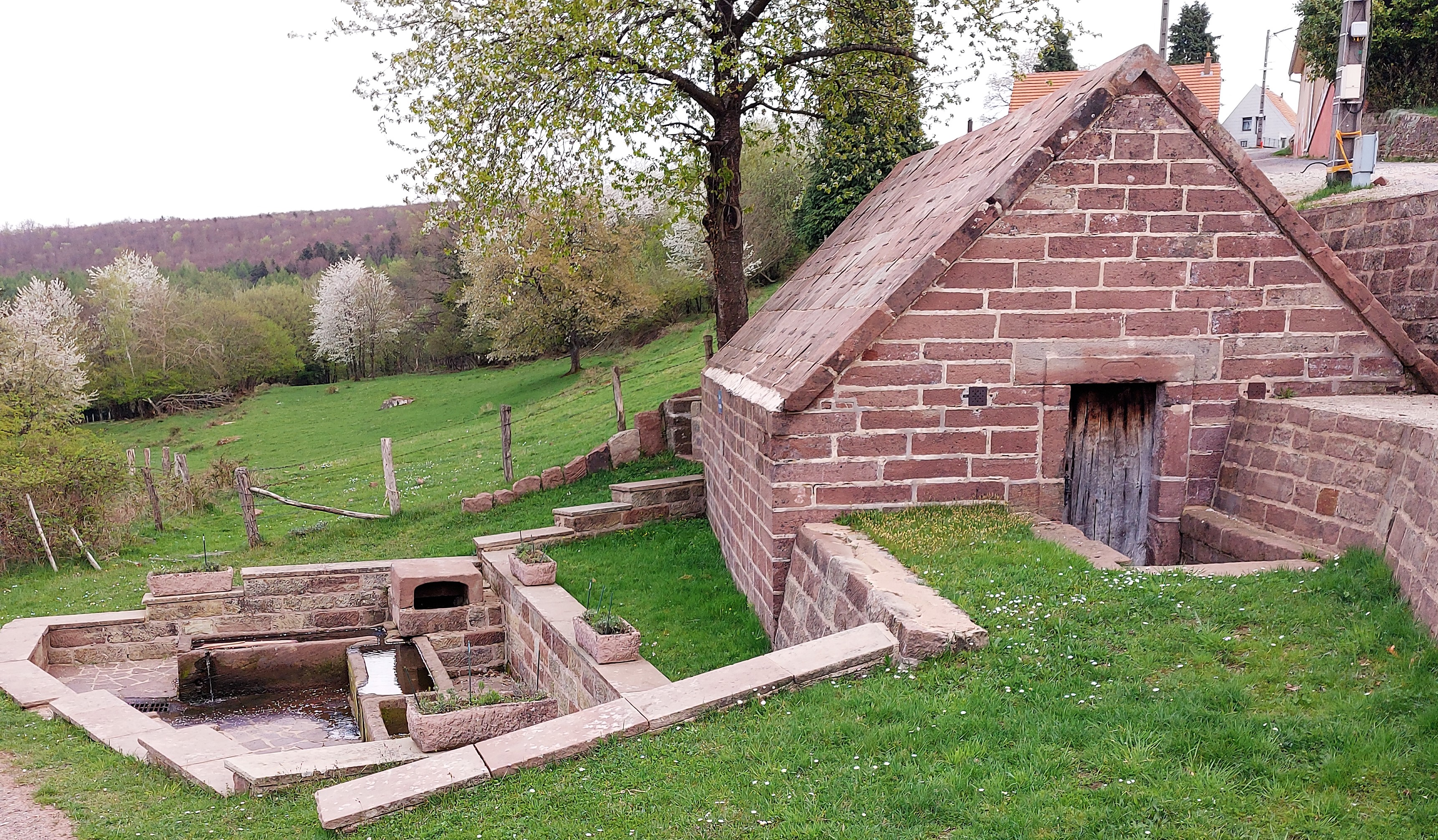
Ehemaliger Brunnen, Lavoir und Viehtränke